# Calle General Ángel Flores
Die Calle General Ángel Flores ist eine Straße in der mexikanischen Hafenstadt Mazatlán im Bundesstaat Sinaloa. Sie verbindet den Zócalo samt dem Palacio Municipal und der Basílica de La Inmaculada mit der Küstenstraße Olas Altas und dem gleichnamigen Strand.

## Namen
Der zwischen dem Paseo Olas Altas und der Calle Heriberto Frías gelegene Abschnitt war früher nach Vicente Guerrero, einem Helden des mexikanischen Unabhängigkeitskampfes, benannt. 1905 erhielt die Straße den Namen Guelatao zu Ehren des Geburtsortes von Mexikos berühmtesten Präsidenten Benito Juárez. In den 1940er Jahren trug die Straße die Bezeichnung Calle Del Vigía nach dem gleichnamigen Hügel, an dessen Westseite der Paseo del Centenario verläuft.
Der heutige Name der Straße ist General Ángel Flores gewidmet, der von 1920 bis 1924 Gouverneur des Bundesstaates Sinaloa war.

## Verlauf
Die Straße beginnt im Westen gegenüber dem Pazifik an der Stelle, wo der Paseo Olas Altas in den Paseo Claussen übergeht. Sie führt in Richtung Osten und endet an der Calle General Francisco Serrano.

## Bauwerke
Der zwischen den Querstraßen Venus und Niños Héroes auf der Südseite der Straße gelegene Gebäudekomplex wurde ursprünglich von Jesuiten bewohnt. Nachdem das Gebäude 1870 in Staatsbesitz übergegangen ist, wurde es 1890 zum Militärhospital umgebaut. Heute beherbergt es unter anderem ein Teil der Universidad Politécnica de Sinaloa.
Gegenüber der Plazuela Miguel Hidalgo und der an ihr verlaufenden Calle Campana befindet sich unter Nummer 410 der Calle Ángel Flores das ehemalige Casa de la Minera de Panuco. Der noch heute bekannte Name des Hauses stammt aus den 1770er Jahren, als das  Erdgeschoss die Verwaltung der gleichnamigen Bergbaugesellschaft beherbergte, während das Obergeschoss als Wohnsitz diente.
Westlich der Calle Cinco de Mayo befindet sich der Palacio Municipal mit Eingang an der zentralen Plazuela República, auf deren Nordseite sich die Kathedrale Basílica de La Inmaculada erhebt.

## Berühmte Bewohner
In der Straße wohnte Manuel Páez, der von 1933 bis 1936 Gouverneur von Sinaloa war.